# Ernie’s Grove
Ernie’s Grove az Amerikai Egyesült Államok északnyugati részén, Washington állam King megyéjében elhelyezkedő önkormányzat nélküli település.
A helység 1915 és 1940 között üdülőként és piknikezőhelyként szolgált; a Snoqualmie folyó északi ágának mentén fekvő kabinokat akár egész nyárra is kibérelték.

## Fordítás
- Ez a szócikk részben vagy egészben  az   Ernie's Grove, Washington című angol Wikipédia-szócikk ezen változatának fordításán alapul.  Az eredeti cikk szerkesztőit annak laptörténete sorolja fel. Ez a jelzés csupán a megfogalmazás eredetét és a szerzői jogokat jelzi, nem szolgál a cikkben szereplő információk forrásmegjelöléseként.